# Piesendorf
Piesendorf – gmina w Austrii, w kraju związkowym Salzburg, w powiecie Zell am See. Liczy 3766 mieszkańców (1 stycznia 2015).